# Асиннал

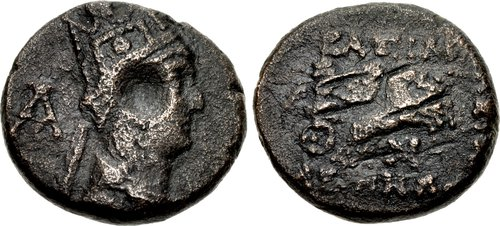
Монета Асиннала

Асиннал — возможный правитель Атропатены во второй половине I века до н. э.

Об Асиннале известно только из редкого нумизматического материала. На аверсе отчеканен его бюст в диадеме. На реверсе изображена управляющая квадригой Ника.
Время правления Асиннала испанский историк Л. Вальверде относит ко второй половине I века до н. э., помещая его между царствованиями Артавазда II и Ариобарзана II. В то же время К. Шиппманн в статье, размещённой в Иранике, не приводит имени Асиннала.